# Jamel Bensbaa
Jamel Bensbaa es un cantante argelino,  autodidacta, que también  tocaba el bajo y la guitarra . Nació el 13 de mayo de 1961, en Batna.

## Biografía
Su casa ha sido un lugar de reunión para las artistas  desde 1962,  su hermano mayor  abre las puertas a los artistas de Batna. Djamel Bensbaa aprendió  a tocar el derbake y formó parte de la coral de la casa de jóvenes de la ciudad de Batna.
Reúne  a varios artistas entre ellos a Chérif Merzouki. Integra el   grupo Kahina en 1980 , donde es bajista. Después, une  el grupo Chélia.
En lo sucesivo, cantó con Nouari Nezzar formando el grupo Yerras, fidelidad y fuerza del león en chaoui, en 1984. El grupo graba y pasa varias veces por la Televisión argelina y consigue el sexto lugar en  el  Hit argelino de la Radio Televisión en la emisión Bled music. Hacen una cinta compuesta de 8 canciones cuyo título es Chouchana  y componen la música de la película Cris de pierres   realizada por Bouguermouh y de las canciones  interpretadas en los tours a dúo. Hizo también un álbum con el compositor e intérprete Hamid Daas en 1988.